# Liste des monuments historiques de Montluçon
Cet article recense les monuments historiques de Montluçon, en France.

## Statistiques
Montluçon compte 23 édifices comportant au moins une protection au titre des monuments historiques, soit 4 % des monuments historiques du département de l'Allier. 4 édifices comportent au moins une partie classée ; les 18 autres sont inscrits.
Le graphique suivant résume le nombre d'actes de protection par décennies (ou par année avant 1880) :

## Liste
| Monument                         | Adresse                                       | Coordonnées                       | Notice         | Protection | Date | Illustration                     |
| -------------------------------- | --------------------------------------------- | --------------------------------- | -------------- | ---------- | ---- | -------------------------------- |
| Chapelle Saint-Louis             | Rue du Doyenné Rue de la Comédie              | 46° 20′ 25″ nord, 2° 36′ 20″ est  | « PA00093165 » | Inscrit    | 1926 | Chapelle Saint-Louis             |
| Château de Bien-Assis            |                                               | 46° 20′ 37″ nord, 2° 34′ 33″ est  | « PA00093167 » | Inscrit    | 2016 | Château de Bien-Assis            |
| Château des ducs de Bourbon      |                                               | 46° 20′ 24″ nord, 2° 36′ 13″ est  | « PA00093166 » | Inscrit    | 1926 | Château des ducs de Bourbon      |
| Château des Étourneaux           | 65 avenue des Étourneaux                      | 46° 20′ 49″ nord, 2° 34′ 56″ est  | « PA00093168 » | Inscrit    | 1974 | Château des Étourneaux           |
| Château et parc de la Louvière   |                                               | 46° 20′ 32″ nord, 2° 37′ 01″ est  | « PA00132730 » | Inscrit    | 1994 | Château et parc de la Louvière   |
| Église Notre-Dame                | Place Notre-Dame                              | 46° 20′ 27″ nord, 2° 36′ 18″ est  | « PA00093169 » | Classé     | 1987 | Église Notre-Dame                |
| Église Saint-Paul                | Place Jean-Dormoy                             | 46° 20′ 48″ nord, 2° 35′ 52″ est  | « PA00093170 » | Classé     | 1987 | Église Saint-Paul                |
| Église Saint-Pierre              | Place Saint-Pierre                            | 46° 20′ 28″ nord, 2° 36′ 12″ est  | « PA00093171 » | Classé     | 1978 | Église Saint-Pierre              |
| Rotonde ferroviaire de Montluçon |                                               | 46° 20′ 00″ nord, 2° 36′ 12″ est  | « PA03000046 » | Inscrit    | 2011 | Rotonde ferroviaire de Montluçon |
| Maison Fallut                    | 14 rue des Cinq-Piliers                       | 46° 20′ 28″ nord, 2° 36′ 13″ est  | « PA00093175 » | Inscrit    | 1935 | Maison Fallut                    |
| Maison dite de Sainte-Anne       | 27 rue Grande à l'angle de la rue Sainte-Anne | 46° 20′ 22″ nord, 46° 20′ 22″ est | « PA00093176 » | Inscrit    | 1935 | Maison dite de Sainte-Anne       |
| Maison dit Ostel de Fourest      | 42 rue Grande                                 | 46° 20′ 22″ nord, 2° 36′ 17″ est  | « PA00093177 » | Inscrit    | 1935 | Maison dit Ostel de Fourest      |
| Maison d'Émile Zèle              | Grand'Rue 56                                  | 46° 20′ 21″ nord, 2° 36′ 15″ est  | « PA00093178 » | Inscrit    | 1935 | Maison d'Émile Zèle              |
| Maison Alexandre                 | 1 rue Porte-Bretonnie                         | 46° 20′ 20″ nord, 2° 36′ 13″ est  | « PA00093179 » | Classé     | 1928 | Maison Alexandre                 |
| Maison Leboix                    | 2 rue Porte-Saint-Pierre                      | 46° 20′ 28″ nord, 2° 36′ 10″ est  | « PA00093182 » | Inscrit    | 1930 | Maison Leboix                    |
| Maison Guy et Sablier            | 5 place Saint-Pierre                          | 46° 20′ 28″ nord, 2° 36′ 10″ est  | « PA00093181 » | Inscrit    | 2006 | Maison Guy et Sablier            |
| Maison Bridier                   | 2 rue des Serruriers                          | 46° 20′ 21″ nord, 2° 36′ 13″ est  | « PA00093183 » | Inscrit    | 1929 | Maison Bridier                   |
| Maison communale                 | Place Jean-Dormoy                             | 46° 20′ 49″ nord, 2° 35′ 55″ est  | « PA03000003 » | Inscrit    | 1997 | Maison communale                 |
| Maison dit Ostel Millet          | 12 rue Notre-Dame                             | 46° 20′ 27″ nord, 2° 36′ 21″ est  | « PA00093172 » | Inscrit    | 2003 | Maison dit Ostel Millet          |
| Maison des douze apôtres         | 1 rue des Cinq-Piliers 2 place Saint-Pierre   | 46° 20′ 28″ nord, 2° 36′ 11″ est  | « PA00093174 » | Inscrit    | 1930 | Maison des douze apôtres         |
| Maison du Doyenné                | Rue du Doyenné                                | 46° 20′ 26″ nord, 2° 36′ 19″ est  | « PA00093173 » | Inscrit    | 1926 | Maison du Doyenné                |
| Passage du Doyenné               |                                               | 46° 20′ 26″ nord, 2° 36′ 19″ est  | « PA00093184 » | Inscrit    | 1926 | Passage du Doyenné               |
| Maison Perrot de Saint-Angel     | 1 rue Porte-des-Forges                        | 46° 20′ 19″ nord, 2° 36′ 23″ est  | « PA00093180 » | Inscrit    | 1935 | Maison Perrot de Saint-Angel     |